# Nuno Pinto
Nuno Miguel Sousa Pinto (Vila Nova de Gaia, 6 de Agosto de 1986) é um futebolista português, que joga actualmente no Vitória de Setúbal.
Nuno Pinto anunciou em 16 de Dezembro de 2018, a interrupção da carreira, depois de ter lhe ter sido detetado um linfoma.